# Théâtre national Ivan Franko
Ne doit pas être confondu avec l'Opéra de Lviv qui porte le nom de théâtre-opéra national Ivan Franko.
Le Théâtre national Ivan Franko est un théâtre national dramatique ukrainien situé à Kiev.

## Histoire
Le théâtre est créé en 1920 à Vinnytsia sous le nom Théâtre Vinnytsia de Franko. Il déménage à Kiev en 1926.
Le bâtiment est construit en 1898 par Edouard Bradtman et G. Shleifer pour le Théâtre Solovtsov.

## Personnalités
- Bohdan Stoupka, directeur artistique (2001-2012)
- Tamara Iatsenko, actrice de 1979 à 2022.